# Parlamentswahl in Syrien 1998
Parlamentswahlen für den Volksrat, dem Einkammer-Parlament Syriens wurden zwischen dem 30. November und dem 1. Dezember 1998 abgehalten. Es waren die letzten Wahlen, die unter Präsident Hafiz al-Assad abgehalten wurden.
Das Ergebnis war ein Sieg für die regierende Baath-Partei, welche insgesamt 135 der 250 Sitze gewann. Die Wahlbeteiligung lag bei 82,2 %. Insgesamt gaben 5.501.940 Personen ihre Stimme ab.

## Ergebnisse
| Partei                                       | Anteil | Sitze | +/- |
| -------------------------------------------- | ------ | ----- | --- |
| Arabisch-Sozialistische Baath-Partei         | 54,0 % | 135   | 0   |
| Syrische Kommunistische Partei               | 3,2 %  | 8     | 0   |
| Arabische Sozialistische Union               | 2,8 %  | 7     | 0   |
| Sozialistische Unionisten                    | 2,8 %  | 7     | 0   |
| Arabische Sozialistische Bewegung            | 1,6 %  | 4     | 0   |
| Demokratisch-Sozialistische Unionistenpartei | 1,6 %  | 4     | 0   |
| Arabisch-Demokratische Unionistenpartei      | 0,8 %  | 2     | 0   |
| Unabhängige                                  | 33,2 % | 83    | 0   |
| Ungültige/leere Zettel                       | -      | -     | -   |
| Total                                        | 100 %  | 250   | 0   |
| Quelle: Nohlen et al.                        |        |       |     |